# Octobre 1904

## Événements
- 1er octobre :
  - Traité de La Haye entre les Pays-Bas et le Portugal pour le partage de Timor.
    - Van Heutsz devient gouverneur général de l’Indonésie (fin en 1909) [1]. Il met en application la « politique éthique » ou « de la voie morale » (1900-1913) : éducation des indigènes, investissement massif.
      - La politique éthique vise à développer l’agriculture et les services sociaux et éducatifs, ainsi que les chemins de fer, les routes et les services maritimes entre les îles. Elle entraîne des progrès dans le domaine de la santé publique, mais est insuffisante face à la sous-alimentation. Les mesures les plus complètes se limitent aux quartiers européens ou aux régions où de gros intérêts européens sont en cause : le développement de l’irrigation est conçu en fonction des plantations de canne à sucre et les indigènes n’en profitent que lorsqu’il y a une alternance du riz et la canne à sucre.

  - Début de la construction à Mexico, sur le site occupé autrefois par le couvent Santa Isabel, du Palacio de Bellas Artes (Palais des Beaux-Arts), par l'architecte italien Adamo Boari, dans le but d'offrir au pays un Théâtre national.

- 3 octobre : la France et l’Espagne parviennent à un accord sur le partage de leur influence au Maroc.

- 5 octobre : défaite portugaise à la Bataille de Vau-de-Pembe en Angola.

- 18 octobre :
  - Décret instituant la colonie du haut Sénégal-Niger, comprenant le territoire militaire de Zinder.
  - Le libéral Juan Bautista Gaona devient président du Paraguay. Instabilité politique au Paraguay (1904-1912).

- 19 octobre, Canada : inauguration de la première chapelle sur le Mont-Royal dédiée à Saint Joseph. Le frère André, le fondateur, l'agrandira jusqu'à la construction de la basilique actuelle de l'Oratoire st-Joseph.

- 20 octobre[2] : intervention américaine dans les affaires douanières de Saint-Domingue à Puerto Plata.

- 21 octobre : incidents russo-britanniques dans la zone du Dogger Bank, durant la guerre nippo-russe.

- 28 octobre, France : début de l'affaire des fiches. Le ministre de la guerre Louis-Joseph André établit des fiches sur les officiers ayant des pratiques religieuses et les fait étudier par les Francs-Maçons. Le Figaro révèle l'affaire et le ministre est contraint de démissionner.

## Naissances
- 2 octobre : Graham Greene, écrivain britannique († 3 avril 1991).
- 6 octobre : Victor Larock, homme politique belge († 24 avril 1977).
- 9 octobre : Charles Bareiss, résistant alsacien pendant la Seconde Guerre mondiale († 24 septembre 1961).
- 19 octobre : Roger Féral, journaliste, écrivain, scénariste et auteur dramatique français († 5 octobre 1964).
- 20 octobre : 
  - Tommy Douglas, premier ministre de la Saskatchewan († 24 février 1986).
  - Philippe Vocanson, centenaire français († 15 janvier 2015).
- 21 octobre : Francisca Celsa dos Santos, supercentenaire brésilienne († 5 octobre 2021).
- 23 octobre : René Brecheisen, résistant français († 4 février 1945).

## Décès
- 4 octobre : Frédéric Auguste Bartholdi, sculpteur français (° 2 août 1834).
- 8 octobre : Isabella Lucy Bird, exploratrice et écrivaine  anglaise (°15 octobre 1831).
- 13 octobre : Károly Lotz, peintre germano-hongrois (° 16 décembre 1833).
- 15 octobre : Anna Stecksén, chercheuse suédoise (° 27 mai 1870).